# Comptosia speciosa
Comptosia speciosa är en tvåvingeart som beskrevs av Yeates 1991. Comptosia speciosa ingår i släktet Comptosia och familjen svävflugor. Inga underarter finns listade i Catalogue of Life.